# Hut Cove
Die Hut Cove (von englisch hut ‚Hütte‘ und cove ‚Bucht‘, in Argentinien in direkter Übersetzung Caleta Choza) ist eine kleine Bucht am nordöstlichen Ende der Antarktischen Halbinsel. Sie liegt im östlichen Teil der Hope Bay zwischen der Robbenspitze und dem Grunden Rock.
Entdeckt wurde die Bucht von der von Johan Gunnar Andersson geleiteten Erkundungsmannschaft der Schwedischen Antarktisexpedition (1901–1903) unter der Leitung Otto Nordenskjölds bei der Überwinterung in der Hope Bay im Jahr 1903. Der Falkland Islands Dependencies Survey (FIDS) benannte sie 1945 nach der vom FIDS ihm im Südwesten der Bucht errichteten Hütte.